# Узруй
Узру́й — село в Україні, у Новгород-Сіверській міській громаді Новгород-Сіверського району Чернігівської області. Населення становить 93 осіб. До 2020 орган місцевого самоврядування — Шептаківська сільська рада.

## Історія
За часів гетьмана Івана Мазепи (1687—1709) у хуторі відкрили фабрику з виробництва полотна для вітрил і шатер.
12 червня 2020 року, відповідно до розпорядження Кабінету Міністрів України № 730-р «Про визначення адміністративних центрів та затвердження територій територіальних громад Чернігівської області», увійшло до складу Новгород-Сіверської міської громади.
19 липня 2020 року, в результаті адміністративно - територіальної реформи та ліквідації колишнього Новгород-Сіверського району, село увійшло до новоствореного Новгород-Сіверського району Чернігівської області.

## Природа
Неподалік від села розташовані природоохоронні об'єкти:
- Узруївський — лісовий заказник.
- Узруївська Дача — ботанічний заказник.
- Узруївський ліс — ботанічна пам'ятка природи.
- Узруївські джерела — гідрологічна пам'ятка природи (кілька джерел, які б'ють з дна водойми та з шарів крейди).

## Галерея

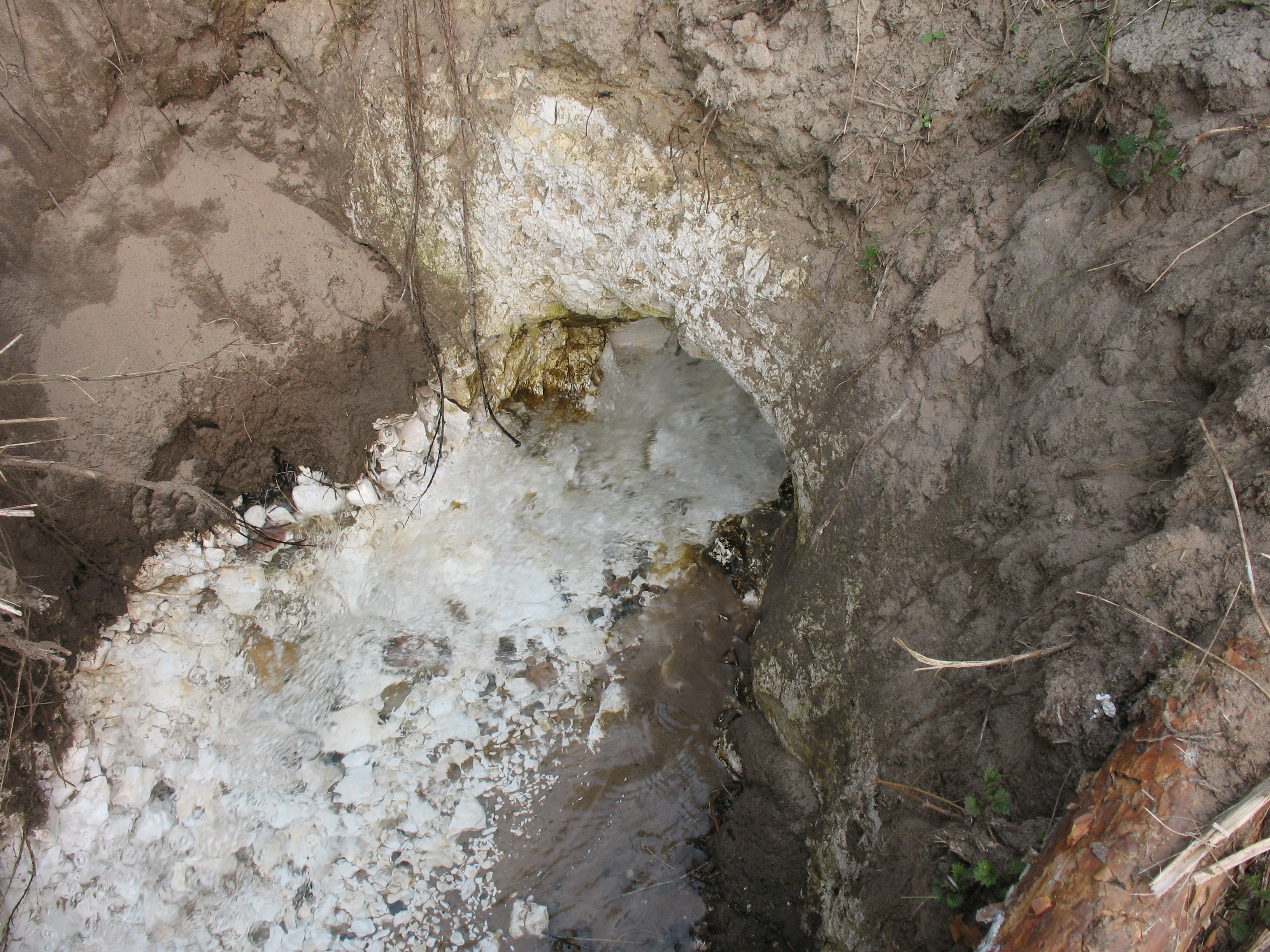
Узруйське джерело